# Terrass (väg)

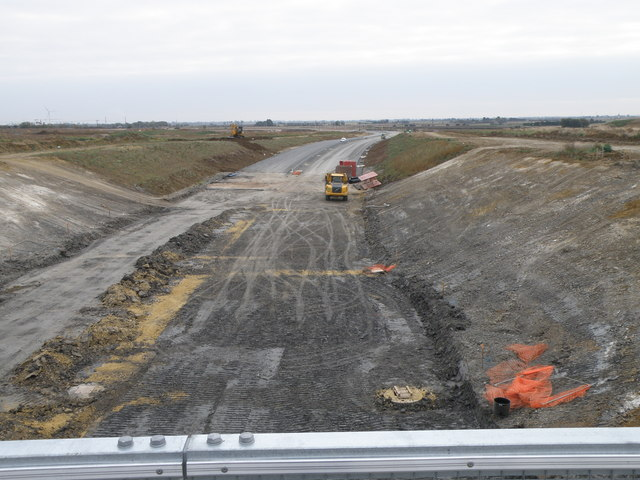
Terrasseringsarbete för ny väg

Terrass är den markyta som en väg byggs på. Med terrassering menas att schakta jord och berg i skärningar, transportera dessa massor till utfyllnad av vägbankar, packa fyllningarna till en bärig terrassyta samt anordna vägtrummor, diken och andra delar av vägens avvattningssystem. Terrassytan bildar gräns mellan vägkroppens överbyggnad och dess underlag. I skärning (högpunkter som grävs igenom) kallas marken under terrassytan för undergrund. Vid vägbankar kallas de utfyllda massorna för underbyggnad.
Terrassytans lutning är viktig för att vatten som tränger ner ska rinna åt sidorna och inte underminera vägen.
Terrassen måste packas noga med en vält, så att det inte senare blir sättningar i vägbanan.